# Бабируссы
Бабиру́ссы (лат. Babyrousa) — род парнокопытных млекопитающих из семейства свиных подотряда свинообразных. Этот род настолько отличается от других свиных, что его как правило выделяют в отдельную трибу Babyrousini. В настоящее время к роду причисляют 3 вида (иногда выделяется четвёртый); до 2002 года все они рассматривались как единый вид Babyrousa babyrussa.

## Название
Слово «бабирусса» — малайское; оно означает «свинья-олень». В оригинале оно пишется раздельно и с одной буквой «с» (babi rusa).

## Внешний вид

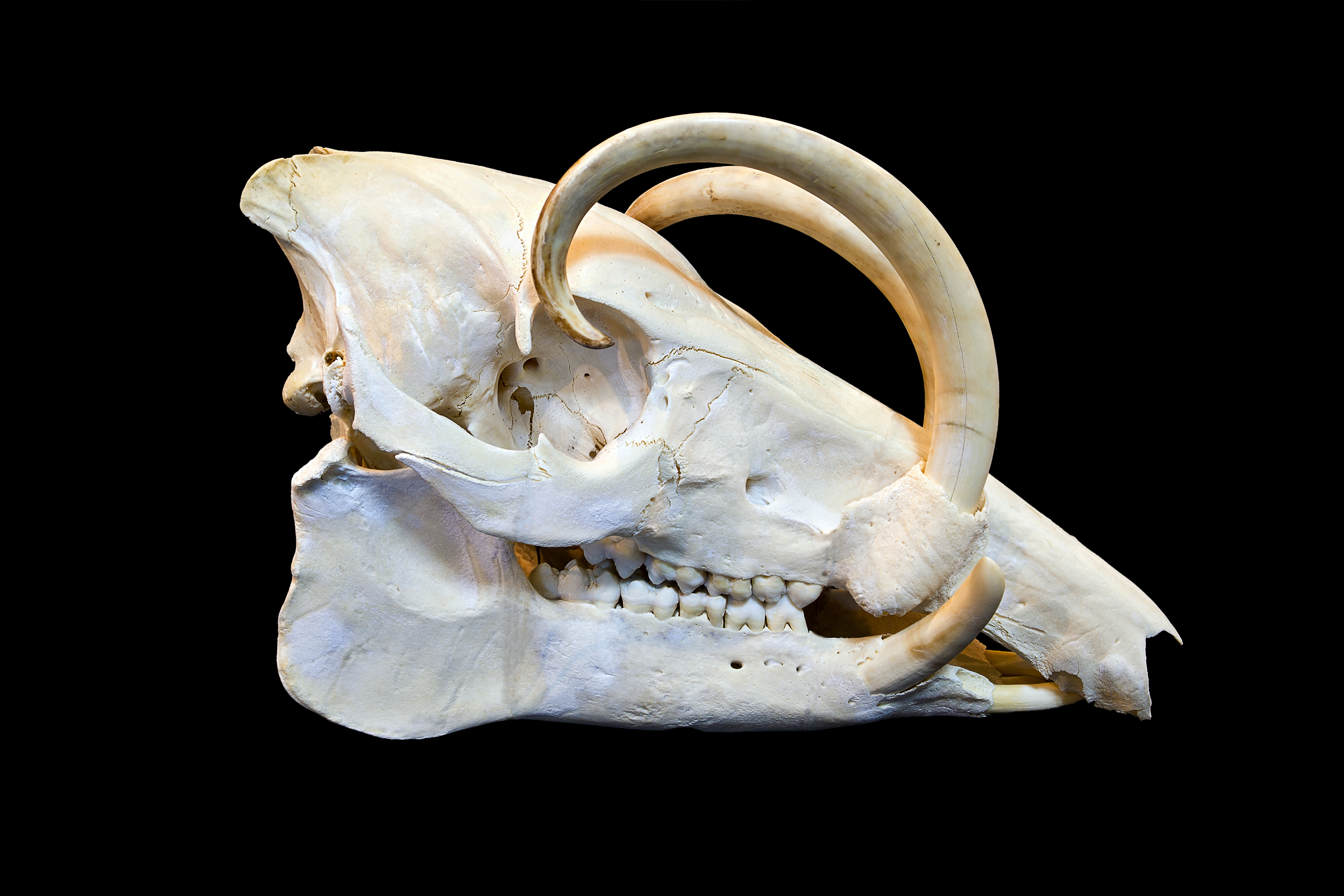
Череп самца B. celebensis

Бабируссы — свиньи средней величины, высота в холке — до 80 см, длина тела достигает 100 см. Масса редко превышает 80 кг. Самцы, как у всех свиней, крупнее самок.
Облик бабирусс нетипичен для семейства свиных — у них маленькая относительно тела голова, очень короткие уши, характерный выгиб спины, достаточно длинные ноги и очень редкий, практически отсутствующий шерстяной покров. Редкая щетина сероватого цвета, морщинистая шкура тоже серая, иногда с коричневым или розовым оттенком. Шкура очень непрочна — охотничьи собаки туземцев без труда прокусывают её (в отличие от толстой и грубой шкуры других свиней, например, европейского кабана). Пятачок небольшой. У самцов гипертрофированы и нижние, и верхние клыки, достигающие огромных размеров. Верхние клыки, прорастая сквозь кожу верхней челюсти, загибаются вверх и назад так, что могут врасти кончиками в кожу лба у старых секачей. У самок развиты только нижние клыки.
Среди зоологов нет чёткого мнения, зачем секачам бабирусс такие клыки; это, возможно, лишь вторичный половой признак.

## Ареал и статус популяции
Бабируссы встречаются только на индонезийском острове Сулавеси и некоторых близлежащих островах (следует особо выделить своеобразную популяцию на острове Буру). Их ареал в прошлом, по-видимому, никогда не был шире, чем сейчас.
Бабируссы ещё достаточно часто встречаются только на севере Сулавеси, хотя раньше они были многочисленны на всём острове. В последние десятилетия численность их сильно снизилась и продолжает снижаться дальше. Основная причина — сведение лесов, разрушение среды обитания. Местное население охотится на бабирусс из-за вкусного, нежирного мяса и клыков; шкура бабирусс большой ценности не имеет из-за своей непрочности.
На Сулавеси под эгидой Министерства лесного хозяйства Индонезии местное правительство в сотрудничестве с научными кругами запустило специальный проект по охране бабирусс, который включает создание резервата площадью 800 га. Однако в целом природоохранные мероприятия в местах, где водится бабирусса, наладить сложно по причине как недостатка средств, так и труднодоступности этих мест. Если положение не изменится, то дальнейшее сокращение лесов на Сулавеси, увеличение численности населения и другие подобные факторы уже в ближайшие годы поставят под вопрос дальнейшее существование бабируссы в природе. Некоторый оптимизм внушает то, что в зоопарках мира бабирусс довольно много и они хорошо размножаются в неволе.

## Классификация
| Иллюстрация | Название              | Охранный статус | Распространение | Ареал (карта) |
| ----------- | --------------------- | --------------- | --- | ------------- |
|             | Babyrousa babyrussa   | [ 6 ]           | Форма, встречающаяся на островах Буру и Сула. Популяция острова Буру, в свою очередь, может быть примерно разделена на две формы — одна более светлого окраса и с небольшими клыками, вторая более тёмная с мощными клыками (носящие среди местного населения название «белая свинья» и «свинья-олень» соответственно). Бабируссы острова Сула крайне малочисленны и почти не изучены. |               |
|             | Babyrousa celebensis  | [ 7 ]           | Свойственна большей части Сулавеси, за исключением юга острова. |               |
|             | Babyrousa togeanensis | [ 8 ]           | Бабирусса с архипелага Тогиан. |               |

Некоторыми авторами выделяется ещё один вид:
- Babyrousa bolabatuensis — описанная по субфоссильным остаткам форма с южного Сулавеси; Красная книга МСОП рассматривает таксон в качестве младшего синонима Babyrousa celebensis[7].

Перечисленные виды отличаются размерами, густотой и окрасом щетины, размером клыков и иногда — повадками и пищевыми пристрастиями. Но многие зоологи не склонны придавать слишком большое значение данным различиям и далеко не всегда считают перечисленные формы даже подвидами. Дело в том, что бабируссе, по-видимому, свойственна большая морфологическая изменчивость в зависимости от мест обитания. Этот вопрос требует дальнейшего тщательного изучения, которое, к сожалению, становится всё более затруднительным из-за сокращения популяции бабируссы.
Помимо ныне живущих, существовала по меньшей мере одна вымершая форма бабируссы (B. babyrussa beruensis, описана до разделения вида), исчезнувшая уже в историческое время.

## Образ жизни

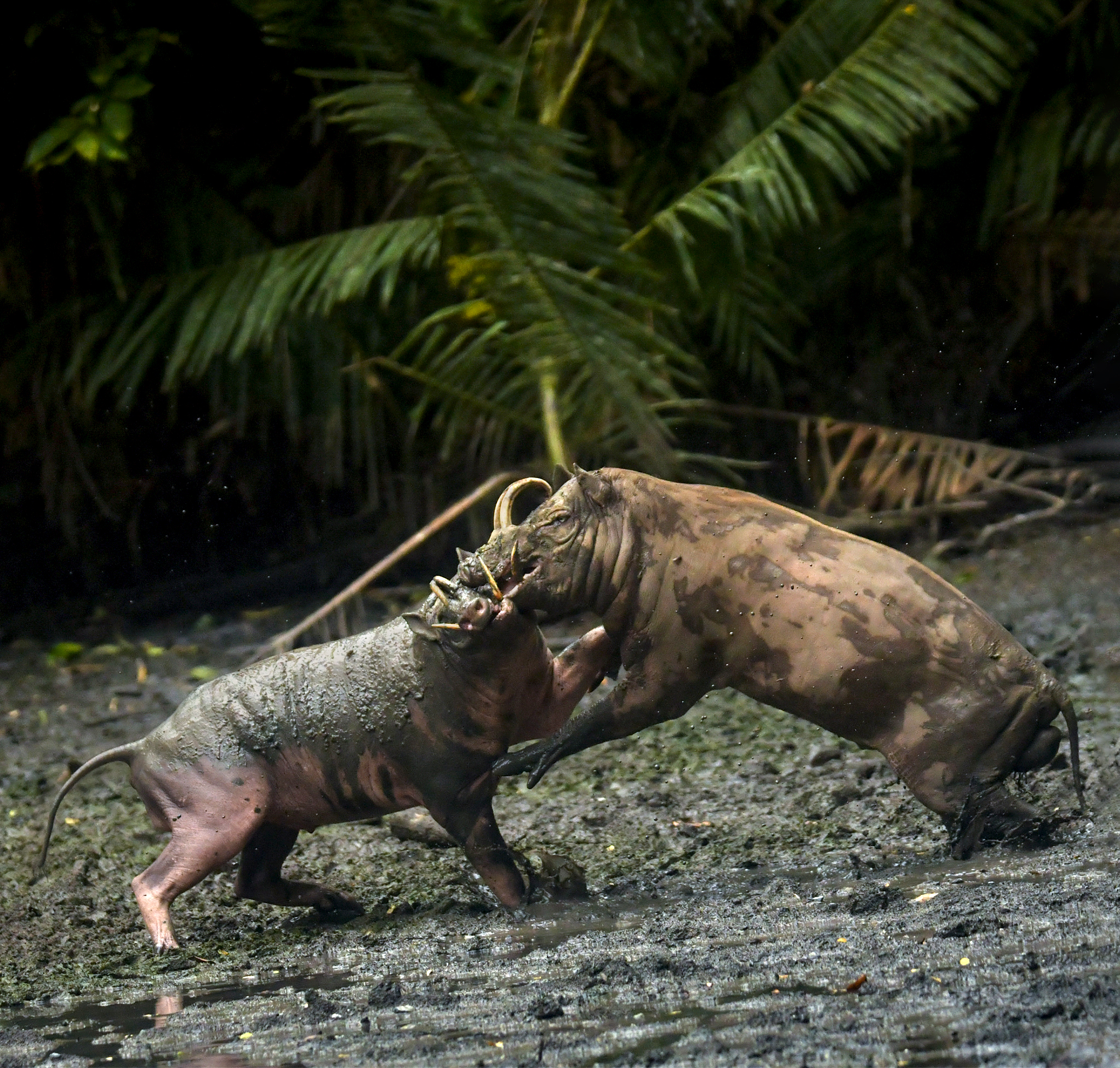
Драка самцов B. celebensis

Образ жизни и поведение бабирусс изучены не полностью. Известно, что эти животные встречаются поодиночке или небольшими семьями — на Сулавеси в болотистых лесах и зарослях тростника, на малых островах чаще у моря. Бабируссы с центральной части острова Буру предпочитают гористые районы, с обилием каменистых пустошей, где их часто наблюдали отдыхающими лёжа прямо на камнях. Старые секачи встречаются в основном поодиночке. Сбиваясь в стаи, бабируссы постоянно общаются, обмениваясь звуковыми сигналами, которых насчитывается довольно много видов. Голос бабируссы в целом близок к звукам, издаваемым другими свиньями — повизгивание, хрюканье, уханье и т. д.
Бабируссы хорошо плавают и могут переплывать широкие реки и даже небольшие морские заливы. Эти свиньи в жаркое время дня охотно погружаются в воду и лежат в ней, но, в отличие от других свиней, предпочитают по возможности не грязевые лужи, а чистые водоёмы. На лёжке бабируссы никогда не делают подстилку из травы или листьев, а ложатся непосредственно на землю.
Бабируссы питаются разнообразной растительной пищей, животную практически не употребляют (в семействе свиней подобный рацион — у африканского бородавочника). На острове Буру, однако, бабируссы часто выходят на берег моря во время отлива и подбирают оставшуюся на рифах и песке морскую живность. У свиней с побережья этого острова образ жизни тесно связан с приливами и отливами — свиньи во время отливов кормятся, во время высокой воды отдыхают.
Пищеварительная система подобна системе жвачных — сложный желудок с симбиотическими бактериями, способными перерабатывать клетчатку. Бабируссы не роются в земле для добывания пищи, употребляя только подножный корм. Активно поедают также листву деревьев, причём предпочитают несколько конкретных видов.
Половозрелыми бабируссы становятся в возрасте 10 месяцев. Беременность самки длится от 125 до 150 дней. У бабирусс всего две молочные железы и рождают свиньи не более двух поросят, причём всегда одного пола. Выводок свинья ревностно охраняет и может даже броситься на подходящего человека. Молочное кормление продолжается около месяца, после чего поросята начинают сами искать корм.
Живут бабируссы в неволе до 24 лет, но обычно — до 10—12.

## Бабирусса и человек
Бабируссы, как большинство других свиней, хорошо приручаются и, если их кормить растительной, а не обычной «свиной» пищей, отлично себя чувствуют в неволе. Они имеют ряд существенных преимуществ перед обычными домашними свиньями — иммунны ко многим опасным для домашних свиней заболеваниям, лучше переносят жару и повышенную влажность. Бабирусс нередко содержат в деревнях, но они не принадлежат к распространённым сельскохозяйственным животным из-за низкого приплода.
Несмотря на снижение численности бабирусс, местное население продолжает добывать их. Туземцы охотятся на бабируссу с собаками, загоняя свиней в заранее расставленные сети. Применяют также и специальные большие стационарные самоловы. В некоторых районах Сулавеси на деревенских базарах нередко можно купить мясо бабируссы, причём не только выращенной в неволе.
У народов Сулавеси, Буру и соседних островов с бабируссой связано много легенд и поверий. На Сулавеси рассказывают, что огромные клыки нужны бабируссе, чтобы цепляться за нижние сучья деревьев и, таким образом, отдыхать в подвешенном состоянии (это вряд ли соответствует истине). Другая легенда гласит, что бабирусса живёт только до тех пор, пока клыки не врастут в череп (тогда, якобы, и наступает смерть от клыков, проткнувших мозг) — а во избежание преждевременной кончины бабирусса стачивает и тупит клыки о деревья. На острове Буру охотники из народа Рана верят, что бабирусса может быстро бежать только в гору, а с горы, наоборот, медленно, потому что при наклоне тела вниз внутренности давят ей на лёгкие и не позволяют глубоко дышать. Рассказы туземцев о том, что распорядок дня бабируссы зависит от фаз Луны, возможно, требуют проверки, но скорее всего они — лишь суеверия.

## Бабирусса в произведениях классиков
Бабирусса упоминается в романе Жюля Верна «Двадцать тысяч льё под водой». Один из главных героев романа профессор Пьер Аронакс держал бабируссу:
— А коллекции господина профессора? — спросил Консель.

— Мы займёмся ими позже.

— Как так! Архиотерии, гиракотерии, ореодоны, херопотамусы и прочие скелеты ископаемых…

— Они останутся на хранение в гостинице.

— А бабирусса?

— Её будут кормить в наше отсутствие…

## Галерея

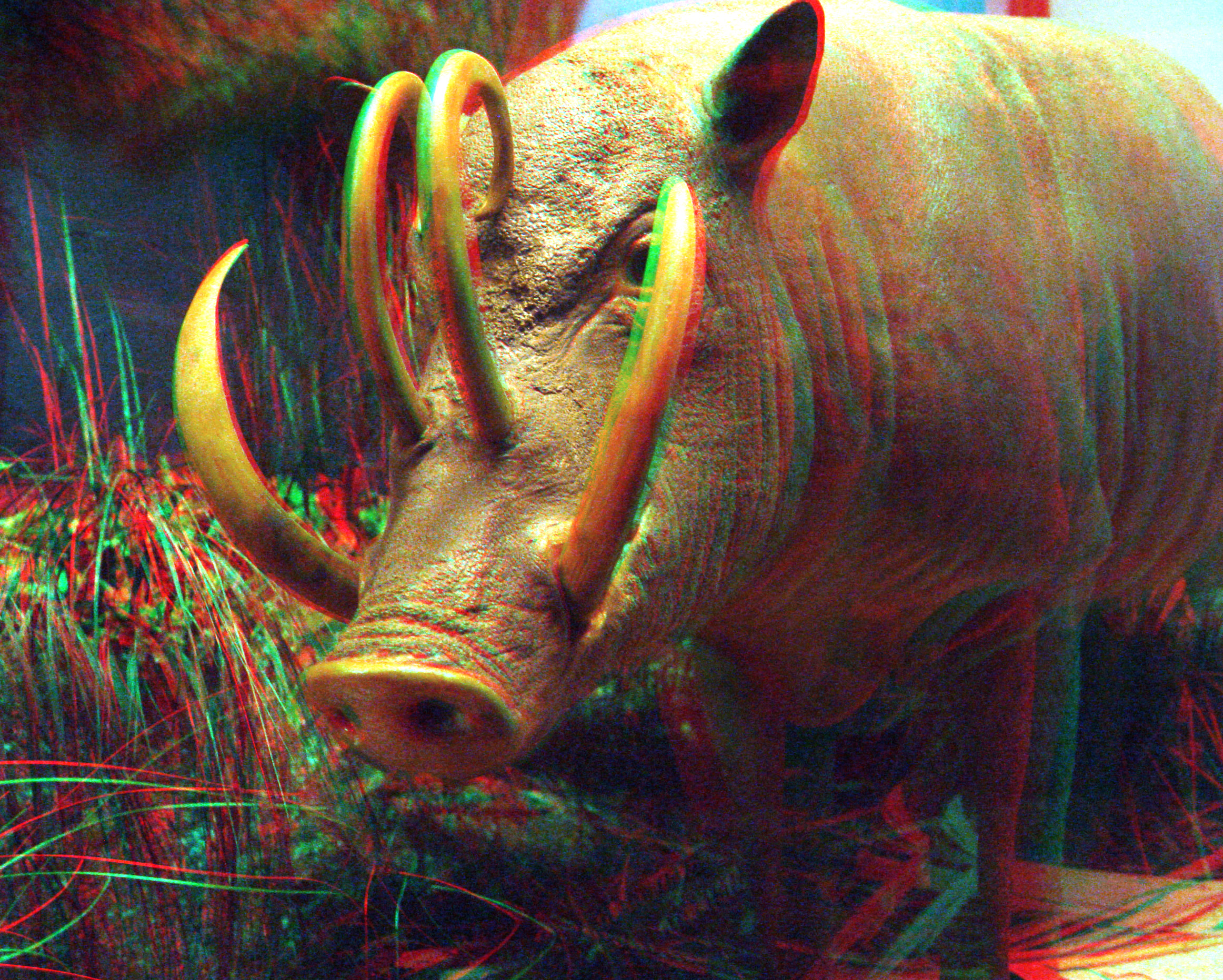
B. celebensis с четырьмя клыками из Индонезии. (стереоизображение)
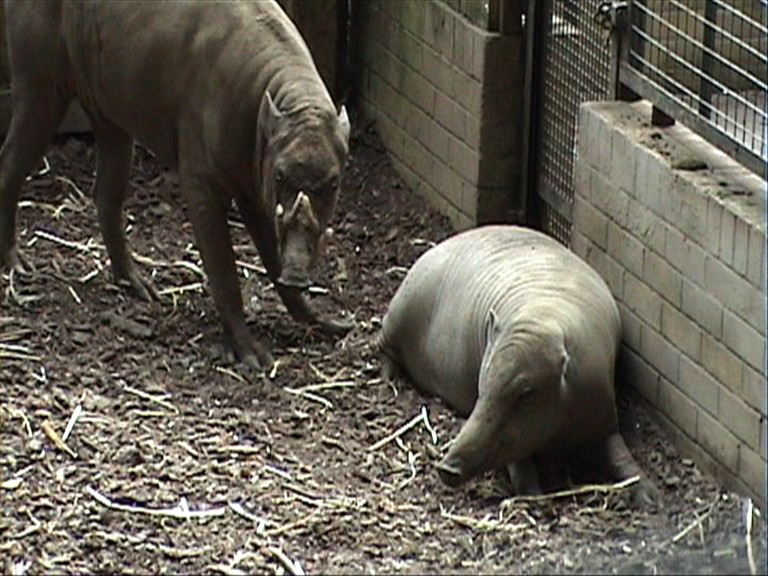
Самец и самка B. celebensis в зоопарке Эдинбурга.
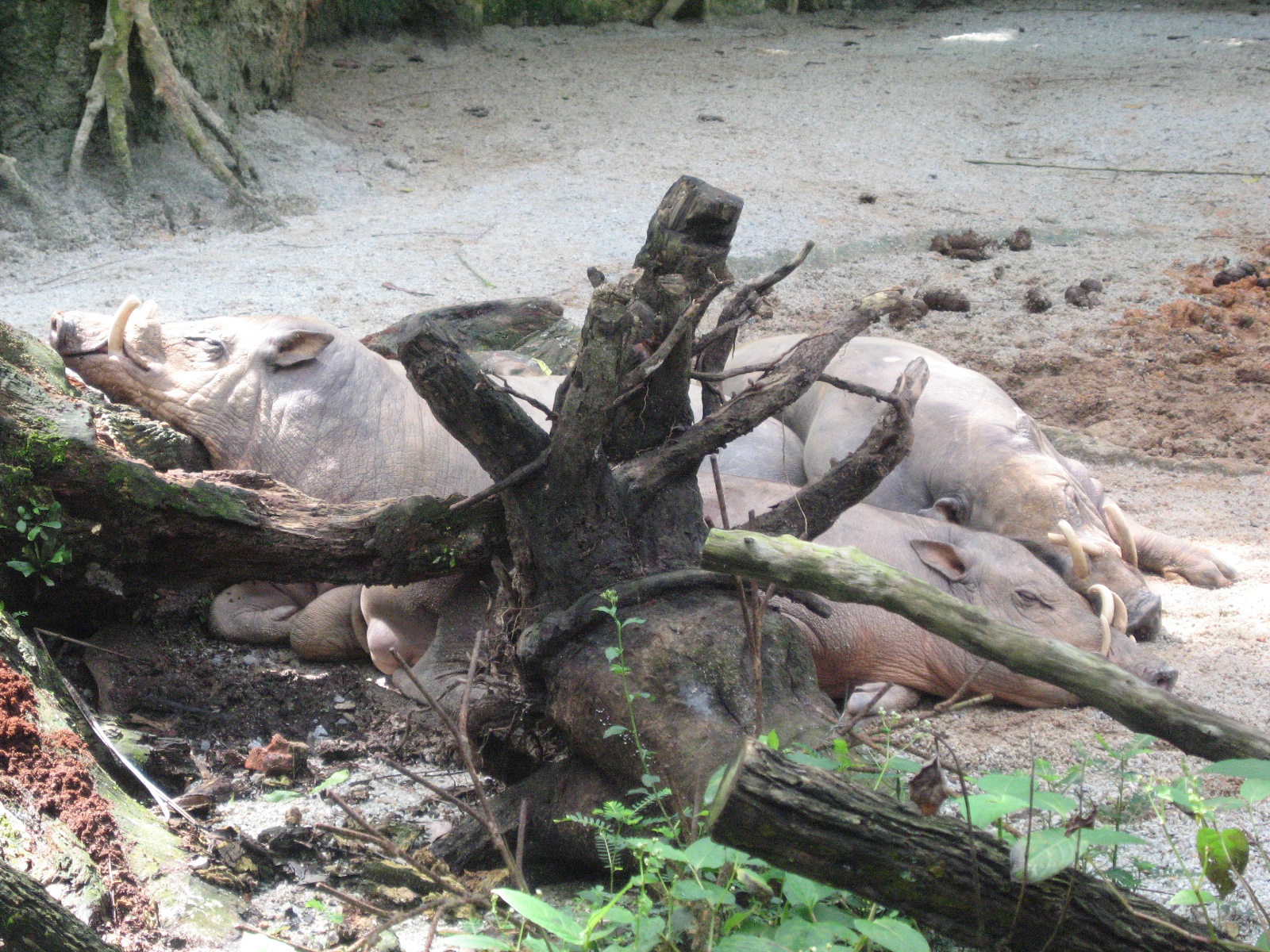
Спящие B. celebensis в сингапурском зоопарке.